# 雷吉娜·马尔希科娃
雷吉娜·马尔希科娃（捷克語：Regina Maršíková，1958年12月11日—），捷克女子网球运动员，1974年成为职业球手。她曾获得1977年法国网球公开赛女子双打冠军。她于1993年退役。